# Della Jones
Della Jones (* 13. April 1946 in Neath, Wales) ist eine walisische Opern- und Konzertsängerin (Mezzosopran). Sie wurde vor allem durch ihre Interpretationen von Werken von Händel, Mozart, Rossini, Donizetti und Britten bekannt.

## Leben
Della Jones gehörte 1977 zu den ersten Sängerinnen, die für Patric Schmids Label Opera Rara aufnahmen. Sie war u. a. an den Gesamtaufnahmen von Donizettis Ugo, conte di Parigi, Meyerbeers Il crociato in Egitto und Rossinis Ricciardo e Zoraide beteiligt und nahm ein Solorezital mit dem Namen Della Jones Sings Donizetti auf. Sie hat auf Schallplatte unter zahlreichen berühmten Dirigenten gesungen, etwa Daniel Barenboim (in Le nozze di Figaro), Charles Mackerras (Elgars Sea Pictures) oder Leonard Bernstein (Candide). Für Chandos Records nahm sie eine Reihe von Tonträgern auf, darunter Great Operatic Arias – Della Jones, Rossinis Stabat Mater und sang in William Waltons The Bear die Popova. Für Collins sang sie die Rolle der Mrs. Herring in Brittens Albert Herring, für Virgin die Hermia in A Midsummer Night’s Dream.
1993 sang sie bei der Last Night of the Proms. Dem patriotischen Rule, Britannia! verlieh sie eine walisische Note, als sie ihren Kleidrock aufschlug, auf dessen Innenseite der walisische Drache prangte.